# Forces armées sud-africaines
Cet article court présente un sujet plus développé dans : Union Defence Force, South African Defence Force et Forces de défense d’Afrique du Sud.
Depuis leurs fondation en 1910, les Forces armées sud-africaines ont porté les noms successifs suivants :
- Union Defence Force jusqu'en 1957
- South African Defence Force/Suid-Afrikaanse Weermag jusqu'en 1994
- Force de défense nationale sud-africaine depuis 1994.

Elles ont toutes comporté une armée de terre, une force aérienne, une marine de guerre et un service de santé.
Leur effectif maximal, durant la Seconde Guerre mondiale, a été de 140 000 personnes.
Sur les 334 000 engagés volontaires dans les forces armées sud-africaines durant la Seconde Guerre mondiale, on dénombre 211 000 blancs, 77 000 noirs et  46 000 coloureds ou indiens. Près de 12 000 de ces engagés furent tués sur le théâtre des opérations militaires.  